# 猫崎

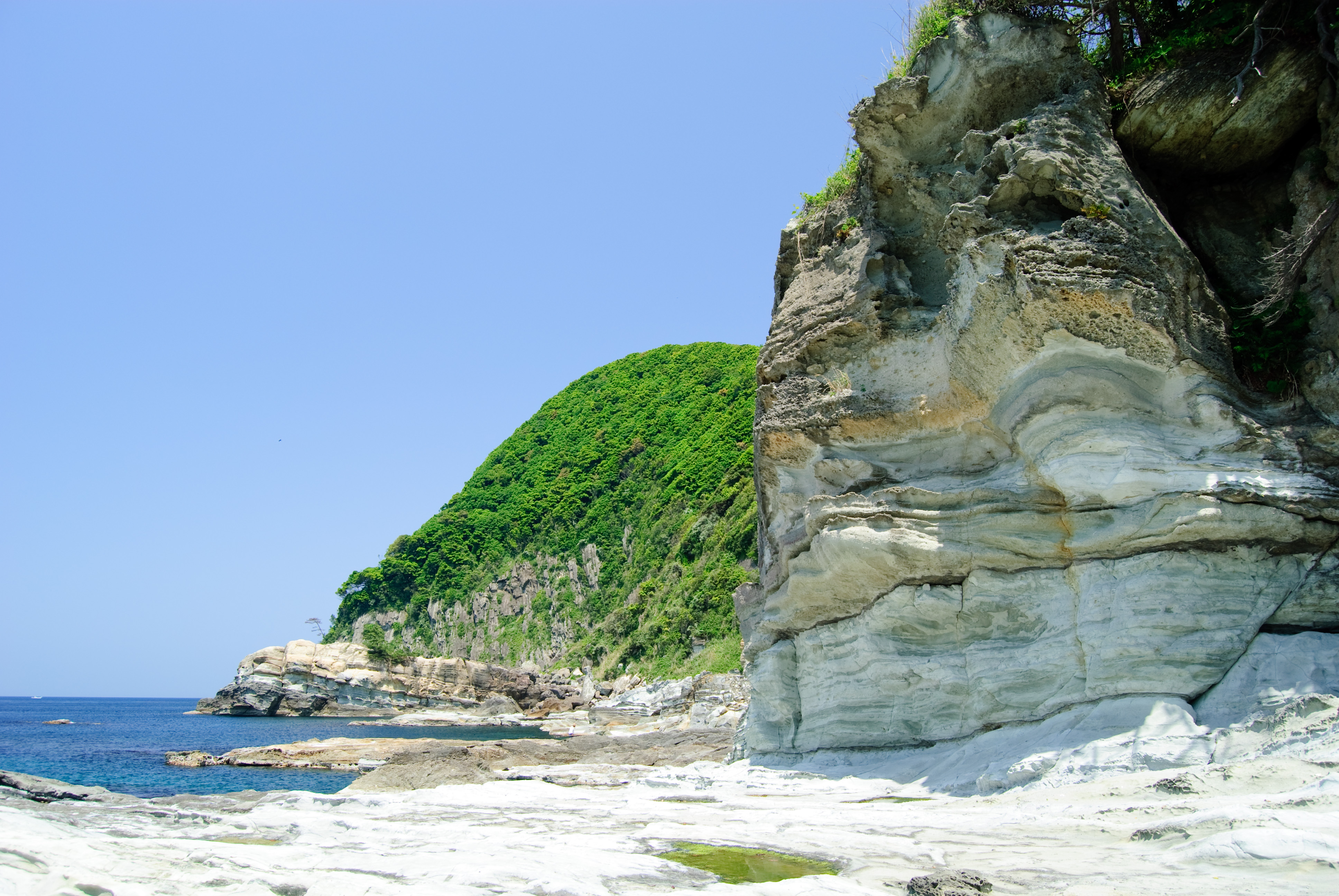
西岸、波食甌穴群

猫崎（ねこざき）は、兵庫県豊岡市の竹野海岸に属し、竹野浜の西端を基部として北の日本海に突き出した岬。北緯35度40分28秒 東経134度45分51秒 / 北緯35.67444度 東経134.76417度座標: 北緯35度40分28秒 東経134度45分51秒 / 北緯35.67444度 東経134.76417度で兵庫県最北端。山陰海岸国立公園および山陰海岸ジオパークに含まれる。海抜42 mの場所に灯台があり、その光は18海里先まで達する。

## 地理
猫崎の属する猫崎半島は、竹野川河口東岸に伸びる陸繋島である。岬端部がかつて「賀島」（かしま）と呼ばれる安山岩でできた島だったことから、「賀島半島」ともいう。延長1.2 km, 幅は約250 m. 沖合から遠望すると猫が両耳を立てたように見えることからその名が付いた。半島の基部東岸には、700 mにわたって日本の渚百選指定の「竹野浜」が広がり、ここから望む猫崎は夕日の名景である。半島の西岸は岩礁で、波食甌穴が多数見られ、これらは1972年3月29日に県の天然記念物に指定されている。半島中央部には海岸線を展望できる賀嶋公園が設けられている。

## 交通

### 鉄道・バス
- JR山陰本線 竹野駅から3 km（途中までバスあり）
- 全但バス 竹野浜下車。詳細は参照。
  - 城崎温泉駅 - 竹野浜 - 竹野駅
  - 豊岡駅 - 竹野駅 - 竹野浜
  - 香住駅 - 佐津駅 - 竹野浜 - 竹野駅

### 道路
- 兵庫県道1号日高竹野線
- 兵庫県道9号豊岡竹野線
- 兵庫県道11号香美久美浜線